# Sopot (Pregrada)
Sopot is een plaats in de gemeente Pregrada in de Kroatische provincie Krapina-Zagorje. De plaats telt 344 inwoners (2001).